# Rybienko Leśne (gromada)
Rybienko Leśne – dawna gromada, czyli najmniejsza jednostka podziału terytorialnego Polskiej Rzeczypospolitej Ludowej w latach 1954–1972.
Gromady, z gromadzkimi radami narodowymi (GRN) jako organami władzy najniższego stopnia na wsi, funkcjonowały od reformy reorganizującej administrację wiejską przeprowadzonej jesienią 1954 do momentu ich zniesienia z dniem 1 stycznia 1973, tym samym wypierając organizację gminną w latach 1954–1972.
Gromadę Rybienko Leśne z siedzibą GRN w Rybienku Leśnym (obecnie w granicach Wyszkowa) utworzono – jako jedną z 8759 gromad na obszarze Polski – w powiecie pułtuskim w woj. warszawskim, na mocy uchwały nr VI/10/17/54 WRN w Warszawie z dnia 5 października 1954. W skład jednostki weszły obszary dotychczasowych gromad Drogoszewo i Rybienko Leśne ze zniesionej gminy Somianka oraz osiedle Latoszek i wieś Skuszew (z wyłączeniem osady Suwiec i kolonii Kółko) z miasta Wyszków w tymże powiecie. Dla gromady ustalono 20 członków gromadzkiej rady narodowej.
1 stycznia 1956 gromada weszła w skład nowo utworzonego powiatu wyszkowskiego w tymże województwie.
Gromadę zniesiono 31 grudnia 1959 a jej obszar wszedł w skład nowo utworzonej gromady Wyszków w tymże powiecie.